# Playboy

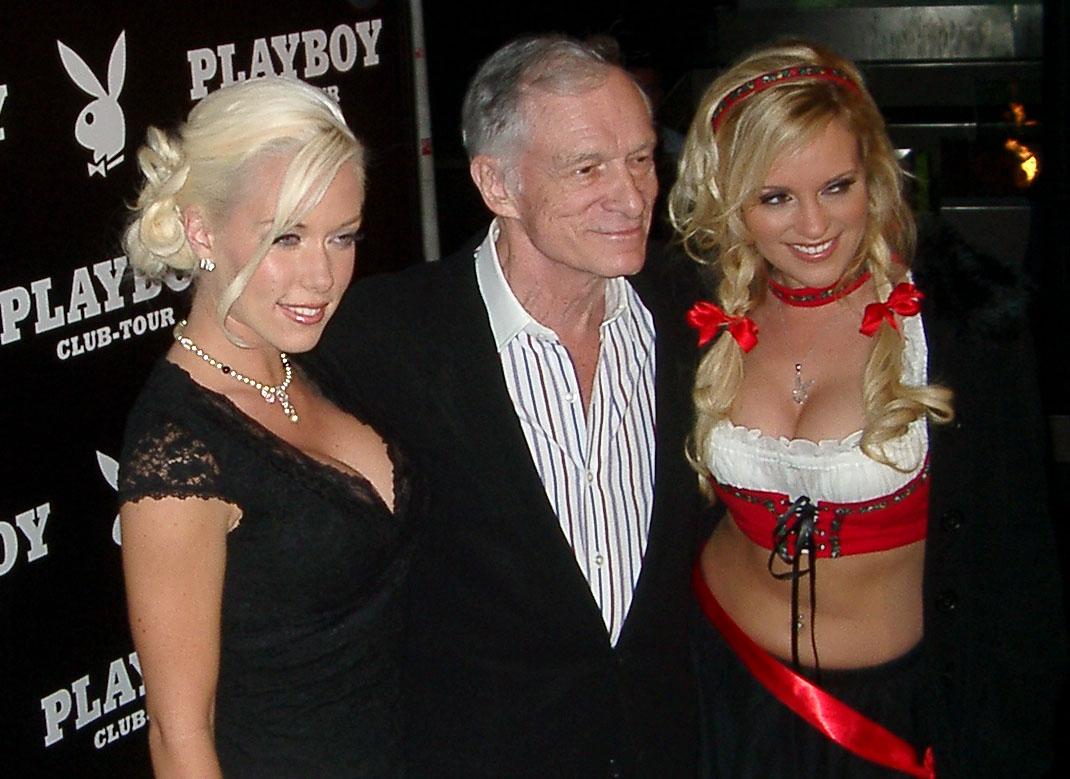
Hugh Hefner, creador de Playboy, entre Bridget Marquardt i Kendra Wilkinson, dues de les seves xicotes oficials.

Playboy és una revista d'entreteniment per a adults fundada el 1953 per Hugh Hefner.
És una de les marques més conegudes internacionalment. Edicions especials de la revista han estat publicades a tot el món. La revista es publica amb periodicitat mensual i conté fotografies de dones nues, juntament amb diversos articles de moda, o productes de consum, i també llibres d'alguns escriptors (per exemple Arthur C. Clarke, Ian Fleming, Vladimir Nabokov, Margaret Atwood).
També conté opinions polítiques en gairebé totes les edicions. Vist l'èxit de Playboy, a mitjans de la dècada de 1970 van sorgir altres revistes amb contingut eròtic-pornogràfic, destacant Penthouse com principal rival en l'àmbit de les revistes pornogràfiques.

## Famoses
Algunes famoses (cantants, actrius, models, etc.) que han posat per Playboy, o han aparegut fotos seves en la revista, a través dels anys:

### Actrius
- Marilyn Monroe (desembre 1953)
- Jayne Mansfield (febrer 1955)
- Mara Corday (octubre 1958)
- Dorothy Stratten (juny 1980)
- Janet Jones (març 1987)
- Drew Barrymore (gener 1995)
- Charlize Theron (maig 1999)
- Daryl Hannah (novembre 2003)
- Denise Richards (desembre 2004)
- Bai Ling (juny 2005)
- Alicia Machado (febrer 2006)

### Cantants
- Madonna (setembre 1985)
- Samantha Fox (febrer 1989)
- Nancy Sinatra (maig 1995)
- Linda Brava (abril 1998)
- Geri Halliwell (maig 1998)
- Belinda Carlisle (agost 2001)
- Tiffany (abril 2002)
- Carnie Wilson (agost 2003)
- Debbie Gibson (març 2005)
- Willa Ford (març 2006)

### Esportistes
- Katarina Witt (desembre 1998)
- Tanja Szewczenko (abril 1999 edició alemanya)
- Mia St. John (novembre 1999)
- Joanie Laurer (novembre 2000 i gener 2002)
- Gabrielle Reece (gener 2001)
- Amy Hayes (març 2002)
- Kiana Tom (maig 2002)
- Torrie Wilson (maig 2003 i març 2004)
- Sabre (abril i setembre 1999 i març 2004)
- Christy Hemme (abril 2005)

### Televisió
- Linda Evans (juliol 1971)
- Claudia Christian (octubre 1999)
- Charisma Carpenter (juny 2004)
- Shannen Doherty (març 1994 i desembre 2003)
- Farrah Fawcett (desembre 1995 i juliol 1997)
- Marge Simpson (novembre 2009)

## Edicions internacionals
- Alemanya (1972 al present)
- Argentina (1985 a 1995 i 2005 al present)
- Austràlia (1979 a 2000)
- Brasil (1975 al present)
- Bulgària (abril de 2002)
- Txecoslovàquia (1991 al present)
- Xina (1990 a 2003)
- Croàcia (1997 al present)
- Eslovàquia (1997 a 2002)
- Eslovènia (Juny 2001 al present)
- Espanya (1978 al present)
- França (1973 al present)
- Grècia (1985 al present)
- Hong Kong (1986 a 1993)
- Hongria (1989 a 1993, 1999 al present)
- Itàlia (1972 a 2003)
- Japó (1975 al present)
- Mèxic (1976 a 1998, 2002 al present)
- Nova Zelanda (1983 al present)
- Polònia (1992 al present)
- Regne Unit (1953)
- Romania (1999 al present)
- Rússia (1995 al present)
- Sèrbia (2004 al present)
- Sud-àfrica (1993 a 1996)
- Suècia (1999 solament)
- Turquia (1986 a 1995)
- Veneçuela (2006 al present)